# Fritz Burger-Mühlfeld
Fritz Burger-Mühlfeld (* 3. března 1882, Augsburg, Německo – 17. května 1969, Hannover, Německo) byl německý abstraktní malíř a grafik pracující ve stylu Nové věcnosti, později expresionismu a abstraktního expresionismu. Vliv kubismu a konstruktivismu je charakteristický pro jeho pozdní práce. V roce 1937 byla jeho díla spolu s mnoha dalšími vystavena na výstavě Entartete Kunst v Mnichově.

## Životopis
Jeho rodiče provozovali společnost na výrobu etiket a plakátů „Etiketten- und Plakatfabrik Augsburg, F. Burger“. Fritz Burger studoval v roce 1901 s Franzem von Stuckem na Mnichovské akademii umění, kde se spřátelil s Albertem Weisgerberem, který ho později portrétoval (1911). Aby se odlišil od stejnojmenného malíře Fritze Burgera (1867-1927) a historika umění Fritze Burgera (1877-1916), přidal si ke svému ještě rodné jméno matky. V roce 1906 se poprvé zúčastnil výstavy spolku Münchner Sezession (Mnichovské secese).
V roce 1909 se stal vedoucím grafické třídy na Handwerker- und Kunstgewerbeschule v Hannoveru. Obrazy z tohoto období jsou ve stylu Nové věcnosti. V letech 1914 až 1916 sloužil jako voják v první světové válce a v souvislosti s válkou vznikl v roce 1916 jeho známý autoportrét jako voják. V roce 1917 založil Hannoverskou secesi (Hannoversche Sezession). Následovaly výstavy v Kestnerově společnosti. V roce 1918 habilitoval. Jeho práce byly ve dvacátých letech vystavovány v Mnichově a Berlíně.
Rostoucí vliv expresionismu a kubismu v Burger-Mühlfeldově díle vedly ke stigmatizaci jeho obrazů jako degenerované umění. V roce 1937 byly jeho obrazy vystaveny a hanobeny spolu s dalšími díly jiných umělců na „výstavě zvrhlého umění“, kterou zorganizovali národní socialisté. V roce 1942 se opět stal vojákem a bojoval ve druhé světové válce. V roce 1947 se vzdal výuky. Zemřel v roce 1969 v Hannoveru ve svých 87 letech.

## Dílo
Některá jeho díla jsou ve sbírce Roberta Simona a jsou vystavena v Kunstmuseum Celle. Od listopadu 2011 do února 2012 se v jeho rodném městě Augsburg konaly rozsáhlé výstavy jeho děl v Schaezlerpalais.